# VideoFirenze
VideoFirenze è stata una rete televisiva italiana regionale con sede a Firenze. Ha aderito ai circuiti nazionali Italia 9 Network e Azzurra TV.

## Storia
Videofirenze nasce nel 1977 a Firenze negli studi di via Fucini, 3, per iniziativa di Giorgio Vasarri.
Agli esordi la rete proponeva film, telefilm, il notiziario locale Videogiornale, poi rinominato Cronaca oggi, il varietà Fair Play, il contenitore Videofirenze per voi, condotto da Marcello Catania, il programma musicale Superclassifica Show, condotto da Maurizio Seymandi e la trasmissione per ragazzi Giochiamo con Valerio.
Venivano mandate in onda le partite della Fiorentina Calcio e della squadra dilettantistica del Rondinella, alla quale era dedicata anche la rubrica Calcio Rondinella.
All'inizio degli anni Ottanta l'emittente viene acquisita da Boris e Giuliano Mugnai, già proprietari di RTV 38, e trasferita negli studi di quest'ultima, a Figline Valdarno in via Nocenni, 1.
Alla programmazione vengono aggiunte telenovelas e il rotocalco Toscana Gol.
Nel 1984 l'editore stringe un accordo con Retecapri e poi VideoFirenze viene affiliata, come capofila, al circuito regionale toscano Canale 10, anch'esso appartenente alla famiglia Mugnai.
Nella seconda metà degli anni Ottanta l'emittente subisce un nuovo passaggio di proprietà, venendo acquistata dal gruppo Barbagli. Sotto la nuova gestione le affiliazioni cambiano: VideoFirenze aderisce al circuito nazionale Italia 9 Network, il cui palinsesto era costituito da film, telefilm e cartoni animati.
Tra le autoproduzioni vi erano le rubriche sportive Alé Viola eppoi...! e La bottega del quiz, condotte da Ray Monti e Roberto Fancelli, Diretta studio, talk show con un ospite di rilievo in studio che rispondeva alle domande dei telespettatori, Mattino donna, programma mattutino per casalinghe, e Il ventaglio, programma dedicato a società, costume e pubblica amministrazione, soprattutto delle province di Pisa, Livorno e Lucca.
All'inizio degli anni Novanta VideoFirenze entra a far parte del network Azzurra, rimanendo affiliata per circa un anno. Nel corso del decennio cede alcune delle sue frequenze all'emittente romana TeleLupa e, in un secondo tempo, a Mediaset per l'avvio del digitale terrestre.
Nel nuovo millennio la rete si specializza in rubriche di vario genere, tra le quali Cartomanzia La bottega dell'arte, Le mille e una notte, Arte orafa, Il destino tra le stelle, Tam tam, Sociologia in pillole, Pianeta salute, Occhi sulla città, Zig zag, Ascolta il Consiglio, Frutti d’oro, L’amico del cuore, Arte + arte, Osteria, Intermedia, Piazza Montecitorio e Juventus in onda, per i tifosi della squadra bianconera, che a Firenze, caso unico, non hanno alcun club che li rappresenti.

## Programmi
- Videogiornale (poi Cronaca oggi), notiziario
- Fair Play, varietà
- Videofirenze per voi, contenitore condotto da Marcello Catania
- Superclassifica Show, programma musicale condotto da Maurizio Seymandi
- Giochiamo con Valerio
- Calcio Rondinella
- Toscana Gol
- Alé Viola eppoi...!, condotto da Ray Monti e Roberto Fancelli
- La bottega del quiz, condotto da Ray Monti e Roberto Fancelli
- Diretta studio, talk show
- Mattino donna, contenitore
- Il ventaglio, programma di attualità

### Rubriche
- Cartomanzia
- La bottega dell'arte
- Le mille e una notte
- Arte orafa
- Il destino tra le stelle
- Tam tam
- Sociologia in pillole
- Pianeta salute
- Occhi sulla città
- Zig zag
- Ascolta il Consiglio
- Frutti d’oro
- L’amico del cuore
- Arte + arte
- Osteria
- Intermedia
- Piazza Montecitorio
- Juventus in onda